# Steve Cropper
Steve Cropper, detto The Colonel (Dora, 21 ottobre 1941), è un chitarrista, compositore e paroliere statunitense.
È conosciuto soprattutto per la sua militanza nella soul band Booker T. & the MG's e per la partecipazione al film The Blues Brothers nel 1980 ed è uno dei musicisti che di più ha contribuito allo sviluppo del cosiddetto Memphis Sound. Ha lavorato principalmente per la Stax, celebre casa discografica rhythm e blues di Memphis (in concorrenza con la Motown) per la quale incideva anche Otis Redding.
Tra i suoi pezzi più famosi: (Sittin' on) the Dock of the Bay e Respect scritte e/o prodotte in coppia con Otis Redding, In the Midnight Hour assieme a Wilson Pickett e Knock on Wood assieme a Eddie Floyd.

## Biografia

### Primi anni
Nato nella fattoria nei dintorni di Dora in Missouri,  il suo nome completo è Stephen Lee Cropper. Nel 1950 la sua famiglia si trasferì a Memphis, nel Tennessee, dove Steve Cropper iniziò ad ascoltare con passione il Gospel, il R&B ed il nascente Rock and roll. All'età di dieci anni cominciò a suonare la chitarra, una Gibson appartenente a suo cognato. Ricevette la sua prima chitarra a quattordici anni e cominciò a suonare con i musicisti locali. Il suo artista di riferimento all'epoca era Lowman Pauling della band The Five Royales. Altri chitarristi che influenzarono il suo stile furono Tal Farlow, Chuck Berry, Jimmy Reed e Chet Atkins.

### Gli anni alla Stax (1961-1970)
Nel 1958 Steve Cropper e il chitarrista Charlie Freeman formarono The Royal Spades. Nel 1961, in occasione dell'incisione di Last Night, il loro primo singolo, il gruppo cambiò nome in The Mar-keys. Last Night venne registrata alla Satellite Records, una casa discografica di proprietà di Estelle Axton e Jim Stewart, rispettivamente la madre e lo zio di Charles "Packy" Axton, sassofonista del gruppo. Hanno fatto parte dei Mar-keys anche il cantautore Don Nix, il trombettista Wayne Jackson e il bassista Donald Dunn. Nel periodo dei Mar-keys Cropper si affermò come chitarrista da studio eseguendo registrazioni per la Sun Records, la Peacock Record e la Hi Record.
Nel 1961 la Satellite Records cambiò nome in Stax Records, a causa dell'omonimia con una casa discografica californiana. Nel 1964 Steve Cropper divenne A&R man (artist and repertoire man) della Stax.
Nel 1962 Steve Cropper (chitarra), Booker T. Jones (organo e pianoforte), Donald Dunn (basso) e Al Jackson Jr. (batteria) fondarono il gruppo Booker T. & the M.G.'s che ottenne grande successo tra gli anni sessanta e settanta.
Oltre ai suoi lavori con i Booker T. & the MG's Steve Cropper scrisse anche Knock On Wood con Eddie Floyd, In the Midnight Hour con Wilson Pickett, (Sittin' On) The Dock of the Bay e Respect con Otis Redding. Lavorò anche con Albert King e William Bell.
In questo periodo incontrò un giovane Jimi Hendrix. I due suonarono un po' insieme e realizzarono un disco "di prova" che fu poco considerato.
Nel 1970 pubblicò il suo primo album da solista: With a Little Help From My Friends.

### Il dopo-Stax (dal 1970 ad oggi)

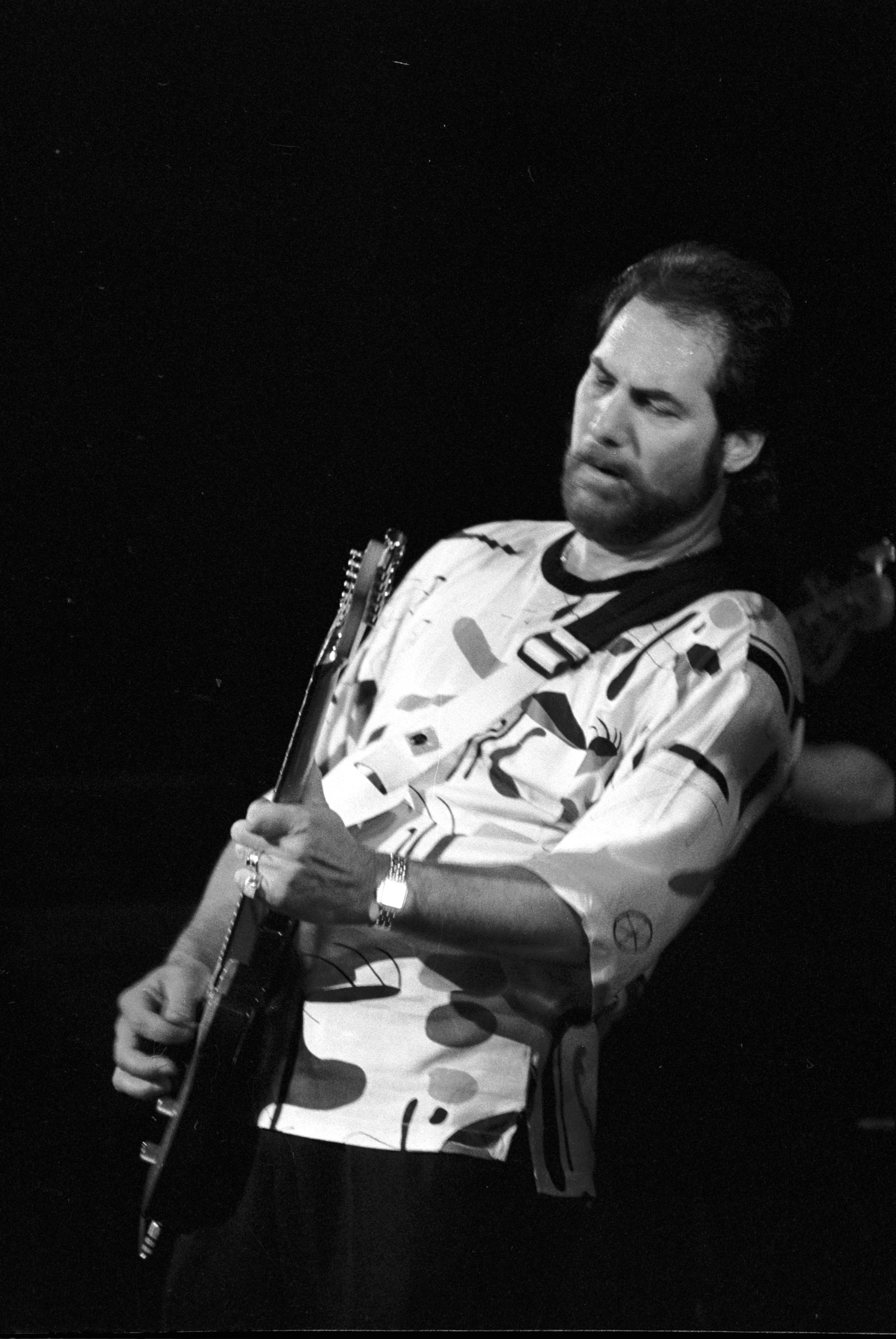
Steve Cropper in concerto a Deauville in Normandia nel 1990

Nel 1970 Steve Cropper lasciò la Stax ormai in decadenza: Booker T. Jones l'aveva già abbandonata sempre nello stesso anno ed anche altri artisti se ne erano andati (Sam Moore, David Porter e Isaac Hayes) mentre Otis Redding era morto nel 1967. Appena uscito dalla Stax, Steve Cropper fondò, insieme a Jerry Williams e Ronnie Stoots (ex-membro dei Mar-keys), lo studio di registrazione TMI Records (Trans-Maximus Records). Nella prima metà degli anni settanta, alla TMI, ma anche alla Ardent Records, Cropper produsse e suonò in studio per molti artisti tra i quali José Feliciano, Harry Nilsson, Leon Russell, Art Garfunkel, Rod Stewart, Richie Havens, Yvonne Elliman, Neil Sedaka. Altre due produzioni di successo furono gli album We Came To Play dei Tower of Power nel 1978 e Nothin' Matters And What If It Did di John Cougar nel 1980.
Steve Cropper suonò anche con Ringo Starr nei suoi album Ringo (1973) e Goodnight Vienna (1974) e con John Lennon nel suo album Rock 'n' Roll (1975).
Nel 1975 Steve Cropper si trasferì a Los Angeles dove ormai viveva anche Booker T. Jones. Essi decisero di richiamare anche Donald Dunn e Al Jackson Jr., che ancora erano alla Stax, per ricostituire i Booker T. & the MG's, ma Al Jackson, che Cropper definiva il più grande batterista che avesse mai camminato sulla Terra, fu ucciso nella sua casa di Memphis.
Nel 1977 Steve Cropper si unì agli Levon Helm & The Rco All-Stars, un gruppo formato Levon Helm, batterista dei The Band. In questa formazione suonarono anche Booker T. Jones e Donald Dunn.
Nel 1978 Steve Cropper, insieme a Donald Dunn e al batterista Willie Hall, allievo dello storico Al Jackson Jr., entrò a far parte della Blues Brothers Band di Dan Aykroyd e John Belushi. Con questa band vennero girati i due famosi film The Blues Brothers (1980) e Blues Brothers: Il mito continua (1998), e registrati diversi album. Lavorò anche con Paul Simon, Richie Havens, Dolly Parton, Peter Frampton, Stephen Bishop, Leo Sayer, Roy Orbison, Etta James, Wynonna Judd, Aaron Neville.
Cropper e Dunn hanno inoltre partecipato a diversi tour mondiali come strumentisti per vari frontman, tra i quali Sam Moore, il già citato Eddie Floyd e Larry Thurston.
Nel 1996 ha suonato la chitarra elettrica (e, nel ritornello, ha anche cantato tra i coristi) nella canzone Aspettavo te della conduttrice televisiva e cantante Ambra Angiolini. Nel 1998, in occasione dell'inaugurazione della sua casa discografica Play It, Steve! Records, ha pubblicato l'album Play It Steve!. La frase "Play It, Steve!" ("Suonalo Steve!") viene esclamata a Cropper da Sam Moore nella canzone Soul Man (1967) del duo Sam & Dave, ed in seguito riutilizzata nel 1978 al Saturday Night Live da John Belushi nella parte di Jake Blues con la Blues Brothers Band che eseguiva la cover della canzone suddetta.

## Riconoscimenti
Cropper è uno dei più conosciuti ed influenti chitarristi soul e funk, tanto che nel 1996 la rivista musicale britannica Mojo lo ha eletto il secondo più grande chitarrista di tutti i tempi (al primo posto è stato eletto Jimi Hendrix). Quando a Keith Richards, chitarrista dei Rolling Stones e quarto posto nella classifica di Mojo, è stato chiesto cosa pensasse di Steve Cropper, la sua risposta fu: "Perfect, man".
Nella lista dei 100 migliori chitarristi pubblicata dalla rivista Rolling Stone il 18 settembre 2003 Steve Cropper si è classificato al 36º posto.
Steve Cropper era ammirato anche dai Beatles: questi tennero due concerti a Memphis il 19 agosto del 1966 e durante una conferenza stampa dissero che il loro album Revolver avrebbe dovuto essere registrato alla Stax, e che una delle ragioni principali di questa scelta era proprio la possibilità di suonare con Steve Cropper. Tuttavia questo progetto non andò in porto.
Il 9 giugno del 2005 Steve Cropper è stato inserito nella Songwriters Hall of Fame insieme a Bill Withers, Robert B. Sherman, Richard M. Sherman, John Fogerty, David Porter e Isaac Hayes, mentre dal 1992 era già inserito nella Rock and Roll Hall of Fame come membro del gruppo Booker T. & the MG's.

## Strumentazione
La chitarra preferita di Steve Cropper è sempre stata la Fender Telecaster sulla quale prediligeva il suono del pick-up al ponte oppure di entrambi i pick-up miscelati. Dagli anni novanta in poi ha iniziato a utilizzare la Cropper Classic, una chitarra disegnata appositamente per lui dalla Peavey sulla falsariga della Telecaster. Per quanto riguarda gli amplificatori, ha sempre utilizzato dei Fender. Appare nel catalogo Jackson/Charvel dell'anno 1993 alla pagina 5, come endorser del modello Charvel Surfcaster.
Rob Bowman, professore di musica ed autore del libro Soulsville U.S.A.: The Story Of Stax Records cita Booker T. Jones che parla di Steve Cropper:

## Discografia

### Album da solista
- With a Little Help from My Friends (1969)
- Jammed Together (with Albert King and Pops Staples) (1969)
- Playin' My Thang (1981)
- Night After Night (1982)
- The Interview — Play It, Steve! (1998)
- Nudge It Up A Notch (with Felix Cavaliere) (2008)
- Midnight Flyer (with Felix Cavaliere) (2010)
- Dedicated — A Salute to the 5 Royales (2011)
- Steve Cropper, Lou Marini and the Original Blues Brothers Band — The Last Shade of Blue Before Black (2017)
- Telemasters (with Arlen Roth) (2018)
- Fire It Up (2021)
- Friendlytown (2024)

### Booker T.& the M.G.'s
- Green Onions (1962)
- Soul Dressing (1965)
- And Now! (1966)
- In the Christmas Spirit (1966)
- Hip Hug-Her (1967)
- Back to Back (1967) [Live]
- Doin' Our Thing (1968)
- Soul Limbo (1968)
- Uptight (1969) [Original Soundtrack]
- The Booker T Set (1969)
- McLemore Avenue (1970)
- Melting Pot (1971)
- Universal Language (1977)
- That's the Way It Should Be (1994)

### Studio & live
- 1978 - Briefcase Full of Blues
- 1980 - The Blues Brothers: Original Soundtrack Recording
- 1980 - Made in America
- 1990 - Live! in Montreux (The Blues Brothers Band)
- 1992 - Red, White & Blues (The Blues Brothers Band)
- 1997 - Live from Chicago's House of Blues (Blues Brothers and Friends)
- 1998 - Blues Brothers 2000: Original Motion Picture Soundtrack

### Raccolte
- 1981 - Best of the Blues Brothers
- 1988 - Everybody Needs Blues Brothers
- 1992 - The Definitive Collection
- 1995 - The Very Best of the Blues Brothers
- 1998 - The Blues Brothers Complete
- 2003 - The Essentials
- 2005 - Gimme Some Lovin' & Other Hits

The Blues Brothers : The Closing of Winterland 31 December 1978 
(2017)